# Rohatiny (architektura)

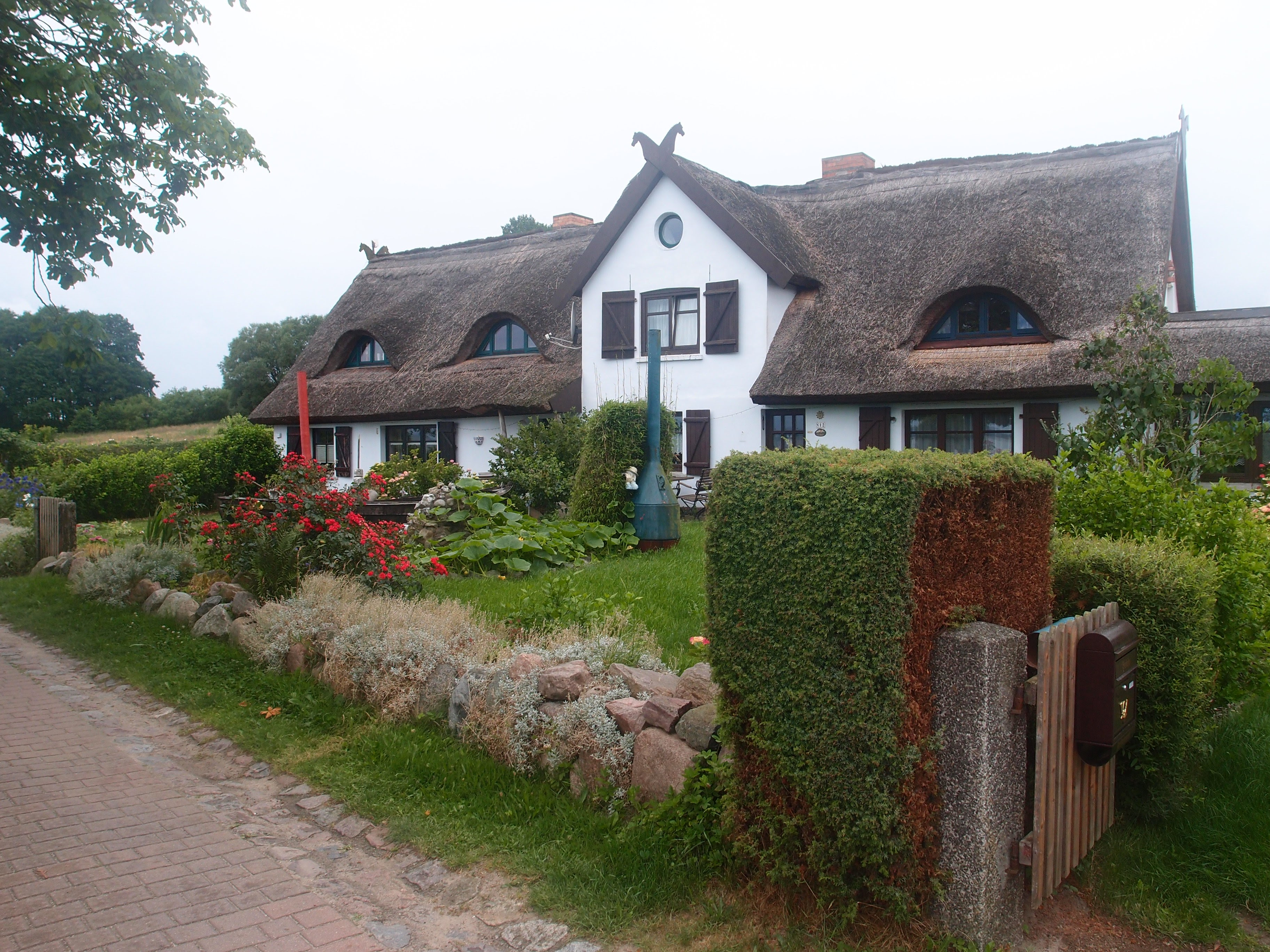
Dům s rohatinami ve tvaru koňských hlav (Groß Stresow, Rujána, Německo)

Rohatiny (též perutě) jsou dekorativní prvek, který tvoří zkřížená prkna nad vrcholem štítu domu. Prkna jsou často vyřezávaná do tvaru zvířecích motivů (např. koňská hlava, dračí hlava...).

## Rozšíření
V Česku byly rohatiny používány v lidové architektuře na Šumavě, v západní části Plzeňska a v jižních Čechách (okolí Bechyně, Veselí nad Lužnicí a Doudleb). Na Doudlebsku jsou nářečně označovány jako ty cipy nebo ty konce.
V současné době jsou rohatiny k vidění na dřevěných stavbách zejména v severovýchodní Evropě.